# Kyrás Vrýsi
Kyrás Vrýsi (Kyras Vrysi) är en ort i Grekland.   Den ligger i prefekturen Nomós Korinthías och regionen Peloponnesos, i den sydöstra delen av landet, 60 km väster om huvudstaden Aten. Kyrás Vrýsi ligger 119 meter över havet och antalet invånare är 1 128.
Terrängen runt Kyrás Vrýsi är varierad. Havet är nära Kyrás Vrýsi åt sydost. Närmaste större samhälle är Korinth, 4,3 km nordväst om Kyrás Vrýsi. 